# یارمیلا شولاکووا
یارمیلا شولاکووا (چکی: Jarmila Šuláková؛ ۲۷ ژوئن ۱۹۲۹ – ۱۱ فوریهٔ ۲۰۱۷) یک هنرپیشه و خواننده اهل جمهوری چک بود.
از فیلم‌ها یا مجموعه‌های تلویزیونی که وی در آن‌ها نقش داشته‌است می‌توان به «هنوز وقت عروسی نبود» (۱۹۵۴) و «همه استعداد دارند» (۱۹۸۴) اشاره نمود.